# Finska hushållningssällskapet

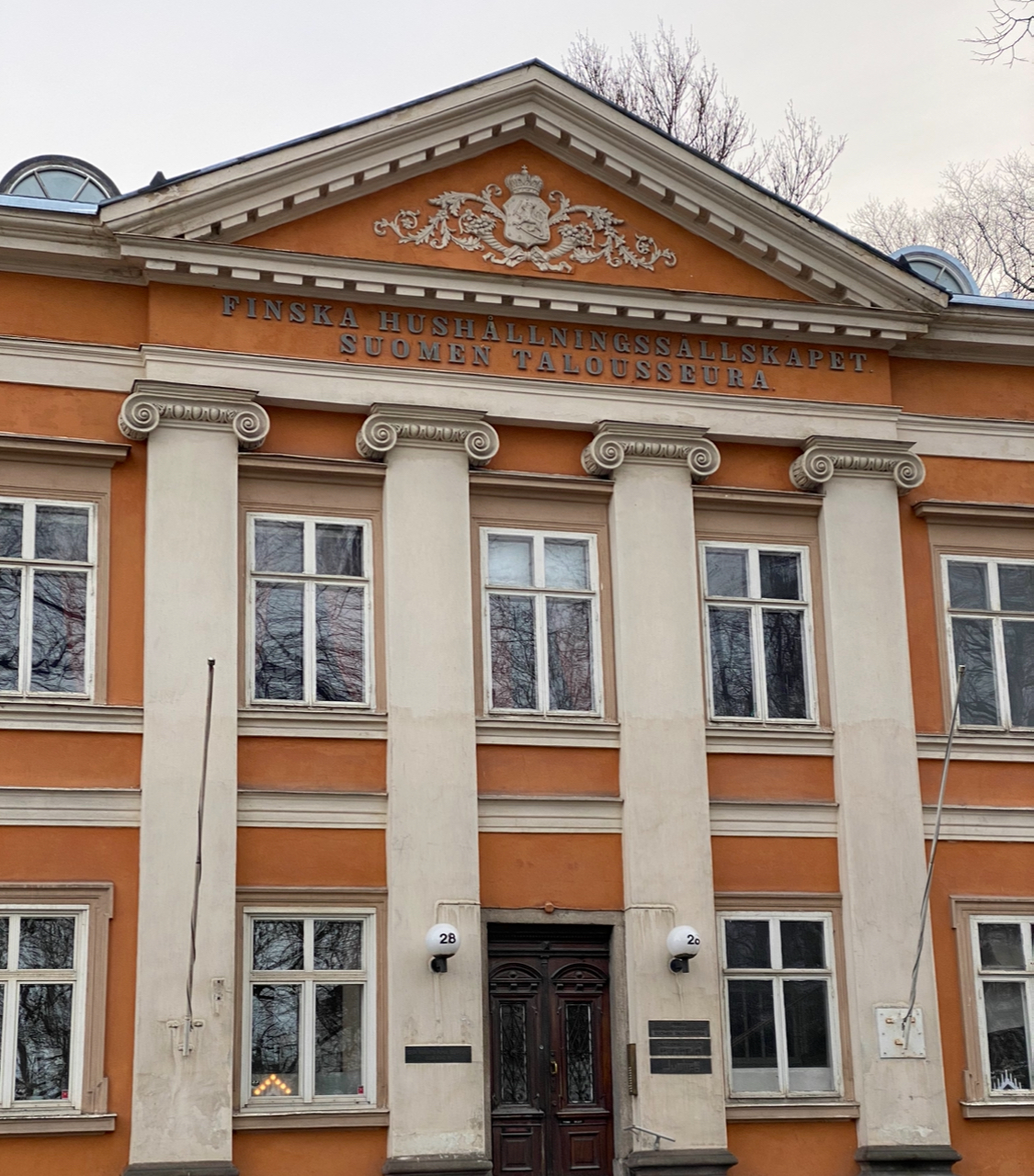
Finska hushållningssällskapets hus i Åbo.

Finska hushållningssällskapet stiftades i Åbo den 1 november 1797 och är ett av de äldsta av de hushållningssällskap som tillkom inom det dåvarande Sveriges gränser. Sällskapets målsättning var att, såsom det i stiftelsemötets protokoll heter, understödja och rikta den i nationen vaknande hushållningsandan till det meniga bästas vidare förkovran. Kallelsen till detta möte utgick från biskopen i Åbo Jakob Gadolin, som även utsågs till förste ordförande i sällskapet, vilket 4 februari 1798 erhöll kunglig sanktion och namnet "Kungliga finska hushållningssällskapet". När Finland 1809 förenades med Ryssland, förklarade sig kejsar Alexander I (efter honom angav alla Finlands storfurstar samma förklaring) för sällskapets "höge beskyddare", och under den tiden kallades sällskapet "Kejserliga finska hushållningssällskapet". 
Alltifrån sin stiftelse har sällskapet utövat en betydelsefull verksamhet. Potatisodlingens införande och vaccinationens utbredande i landet hör till dess tidigaste och största förtjänster. Uppsikten över vaccinationsverket utövades av sällskapet till slutet av 1824 då den överlämnades åt Collegium medicum. Genom de av sällskapet anställda vaccinatörerna blev 1803—1824 fler än 200 000 barn i alla delar av landet vaccinerade. Inom jordbruket och dess binäringar har sällskapet uträttat en hel del. Under en tidig period var linkulturen och linneslöjden föremål för sällskapets särskilda omvårdnad. Bland de mest ingripande åtgärder, till vilka sällskapet tagit initiativet, står främst grundandet av Finlands första bank (1806) samt inrättandet av Finlands första lantbruksinstitut, som 1838 började sin verksamhet på Mustiala, i Tammela socken, och som fram till 1860 stod under sällskapets inseende. I början på 1900-talet arbetade sällskapet för främjandet av jordbruket, skogs- och trädgårdsskötseln, ladugårdsskötseln och mjölkhushållningen, hästskötseln samt slöjdkunnigheten, över vilkas utveckling tryckta årsberättelser utgavs. 
Genom sin stiftelse har sällskapet givit ut populära ekonomiska skrifter på både finska och svenska och dessutom arbetat i samma riktning genom små uppsatser. Tid efter annan har sällskapet dels självt givit ut, dels understött utgivandet av periodiska skrifter i lanthushållning. 
FHS:s verksamhetsområde omfattar numera svenskspråkiga Åboland och Åland, och sällskapet bedriver en omfattande rådgivnings- och kursverksamhet inom lantbruket och trädgårdsskötseln. Deras målsättning idag är att främja lantbruket, höja lantbrukarnas yrkesskicklighet och söka nya utvecklingsmöjligheter för landsbygden. 
Det är Finlands äldsta, alltjämt verksamma sammanslutning.[källa behövs]